# لطفي الصقال
لطفي الصقال (1907- 1984م) باحث ومحقق سوري، وكاتب أديب، له تحقيقات ومؤلفات أدبية وأعدَّ بعض المقررات الدراسية بسورية. زوجته الباحثة المحققة الأديبة درية الخطيب، وابنه مصمم الخطوط المهندس الدكتور مأمون الصقال.

## سيرته
ولد محمد لطفي الصقَّال في حي الفرافرة بمدينة حلب، في سورية سنة 1907م، وتعلَّم فيها. ثم التحق بدار المعلمين فيها وأتمَّ دراسته فيها عام 1924 بدرجة ممتاز، ثم رحل إلى فرنسا للدراسة في جامعة غرونوبل عام 1930 ليتخصَّص في علم النفس والاجتماع والفلسفة، وتخرَّج فيها عام 1934م، ثم تنقل بين عدة وظائف في سلك التربية والتعليم حتى أُحيل على التقاعد عام 1963م، وتفرَّغ  للتأليف والتحقيق حتى وفاته.
تزوَّج الباحثة المحققة درية الخطيب في عام 1946م، وشارك معها في عدد من التحقيقات والمؤلفات.

## إنجازاته

### سلسلة مكتبة الأطفال المصورة
أصدرها لطفي الصقال في الفترة من 1943م إلى 1945م حيث شارك في كتابتها إلى جانب لطفي الصقال مجموعة من الأدباء منهم: خليل هنداوي وعبد الوهاب العجيلي، وحسين رجب باشا، وأسعد طلس، ومحمد الشعال، وبهجت الشهبندر، ودرية الخطيب. وتنوعت مواضيعها ما بين أدبية وثقافية وعلمية وترفيهية، أصدر منها 40 عددًا.

### مطبعة سعد
أسسها لطفي الصقال بمشاركة جورج مكاريان في 1948م، ثم باع نصيبه منها في 1955م.

## آثاره
- إصلاح تعليم اللغة العربية في المدارس الابتدائية.[2]
- نعليم اللغة العربية في الحلقة الوسطى الابتدائية، حلب مطبعة العصر الجديد 1938م.[2]
- تسهيل الإملاء، بمشاركة أسعد طلس وعمر يحيى، 1938.[1][2][4]
- سلسلة نديم الأطفال، بمشاركة خليل هنداوي وعبد السلام العجيلي، 1946م.[2]
- تيسير الإنشاء، بمشاركة خليل هنداوي، دير الزور 1949.[2]
- القواعد العربية.[2]
- القراءة الدارجة.[2][3]
- كيف تحصل على ذاكرة قوية ومسعفة.[2][3][4]
- القراءة الأدبية.[2]
- المختار في القراءة والإنشاء والمطالعة والاستظهار، بمشاركة خليل هنداوي لطلاب الصف الثاني الثانوي، وزارة المعارف السورية 1950.[2]
- دفتر الإعراب الحديث.[2]
- القواعد للصف التاسع، مع درية الخطيب.[2]
- القواعد لدار المعلمات، مع درية الخطيب وعمر الدقاق.[2]

### تحقيقات مشتركة مع درية الخطيب
- ديوان علقمة بن عبدة الفحل، بشرح الأعلم الشنتمري، راجعه فخر الدين قباوة، دار الكتاب العربي بحلب، مطبعة الأصيل 1969م.[1][2][4]
- تتمة ديوان الصنوبري، دار الكتاب العربي بحلب 1971م.[2][4]
- ديوان طرفة بن العبد شرح الأعلم الشنتمري، وتليه طائفة من الشعر المنسوب إلى طرفة، دمشق، مجمع اللغة العربية بدمشق 1975م. وبيروت، المؤسسة العربية للدراسات والنشر ٢٠٠٠.[1][2]
- ديوان أبي الفتح البستي، دمشق، مجمع اللغة العربية بدمشق 1410هـ-1989م.[1][2][4]

## وفاته
توفي في حلب يوم الاثنين 16 ذو القعدة 1404هـ الموافق 13 أغسطس (آب) 1984م.